# Manzana Dos
Manzana Dos är en ort i Mexiko.   Den ligger i kommunen Huatusco och delstaten Veracruz, i den sydöstra delen av landet, 230 km öster om huvudstaden Mexico City. Manzana Dos ligger 1 123 meter över havet och antalet invånare är 104.
Terrängen runt Manzana Dos är kuperad. Runt Manzana Dos är det ganska tätbefolkat, med 139 invånare per kvadratkilometer. Närmaste större samhälle är Huatusco de Chicuellar, 6,3 km norr om Manzana Dos. I omgivningarna runt Manzana Dos växer i huvudsak städsegrön lövskog.